# Valparaiso (Floride)
Pour les articles homonymes, voir Valparaiso (homonymie).
La ville de Valparaiso est située dans le comté d'Okaloosa, dans l’État de Floride, aux États-Unis.

## Démographie
| 1930 | 1940 | 1950  | 1960  | 1970  | 1980  |
| ---- | ---- | ----- | ----- | ----- | ----- |
| 99   | 221  | 1 047 | 5 975 | 6 504 | 6 142 |

| 1990  | 2000  | 2010  | - | - | - |
| ----- | ----- | ----- | - | - | - |
| 4 672 | 6 408 | 5 036 | - | - | - |

Lors du recensement de 2000, elle comptait 6 408 habitants.